# Francisco de Orléans-Longueville (1513-1548)
Francisco de Orléans-Longueville (Châteaudun, 2 de marzo de 1513 - Ibidem 25 de octubre de 1548) fue un noble y señor del Renacimiento francés.

## Vida
Era el tercer hijo de Luis de Orléans y de Juana de Hochberg; era el varón menor de los hijos de sus padres.
Heredó los feudos de su madre y los pequeños señoríos de su padre, convirtiéndose en marqués de Rothelin, conde de Neuchâtel, príncipe de Châtelaillon, vizconde de Melun, señor de Beaugency, de la Brosse, d'Abville (Abbeville), Crotoy, Montreuil, Blandi (Blandy), Noyers, Vilaines, Château-Chinon, Louans, Mervant, Lorme y Samois.
Sirvió a Francisco I en sus guerras contra Carlos V.
Está enterrado en Châteaudun, en la Santa Capilla del castillo.

### Matrimonio y descendencia
Se casó con Jacqueline de Rohan-Gyé en 1536. De esta unión nacen tres hijos:
1. Leonardo, duque de Longueville y Estouteville (1540-1573).
2. Jacques, en 1547, murió en la infancia.
3. Francisca de Orléans-Longueville[2] (5 de abril de 1549-11 de junio de 1601), nacida póstumamente. Se casó con el líder hugonote Luís I de Borbón-Condé el 8 de noviembre de 1565, donde los Borbón-Soissons: la Casa de Saboya-Carignano (entonces rey de Italia) se deriva de afinidad de esta unión.

- Tuvo un hijo natural, Francisco, con Françoise Blosset, hija del Baron de Torcy, es el fundador de la casa Orléans-Rothelin.